# Más cerca
Más cerca fue un programa de televisión de variedades uruguayo emitido por Canal 10, de lunes a viernes de 18:00 a 19:00, que comenzó el 24 de junio de 2013.

## Formato
Más cerca se trató de un programa de variedades y entretenimientos. Incluía sketches, juegos, entrevistas, homenajes a figuras reconocidas, presentaciones musicales en vivo, y debates. A su vez, presentó un segmento dedicado al cambio del look y recomendaciones sobre modas; un concurso de mascotas; y un espacio para que los niños dieran sus opiniones sobre temas de actualidad como las redes sociales, el maltrato o el divorcio. En el episodio de los viernes se presentaba un sketche titulado "La Pensión de la Nelly", en el que participan Franklin Rodríguez, Carla Lorenzo y Diego Delgrossi.

## Equipo
- Claudia Fernández - Conductora
- Franklin Rodríguez - Panelista
- Carla Lorenzo - Panelista
- Diego Delgrossi - Esposo de “la Nelly”

## Premios y nominaciones
| Año  | Premios     | Categoría        | Dirigido a        | Resultado | Rfs.        |
| ---- | ----------- | ---------------- | ----------------- | --------- | ----------- |
| 2014 | Premio Iris | Mejor Conductora | Claudia Fernández | Nominada  | [ 3 ] [ 4 ] |
| 2014 | Premio Iris | Interés General  | Más cerca         | Nominados | [ 3 ] [ 4 ] |